# شهرستان کاسکید (مونتانا)
شهرستان کاسکید، مونتانا (به انگلیسی: Cascade County, Montana) یک سکونتگاه مسکونی در ایالات متحده آمریکا است که در ایالت مونتانا واقع شده‌است.

## خصوصیات
شهرستان کاسکید ۷٬۰۲۴٫۰۹ کیلومترمربع مساحت دارد.